# 天津科技大学
天津科技大学（英语：Tianjin University Of Science & Technology，缩写：TUST）始建于1958年，时称河北轻工业学院，隶属原中华人民共和国轻工业部。1968年，学校更名为天津轻工业学院。2002年，经教育部批准，天津轻工业学院更名为天津科技大学。
天津科技大学是教育部与天津市共建、以天津市管理为主的公办全日制普通高等院校，是天津市重点建设的以工为主，工、理、文、农、医、经、管、法、艺等学科协调发展的多科性大学。学校具有学士、硕士和博士学位授予权、以及培养博士后、接收国内外高级访问学者和外国留学生的资格,是天津市"双一流"建设高校。
目前，天津科技大学设有河西、滨海两个校区。

## 院系设置
- 机械工程学院
- 电子信息与自动化学院
- 化工与材料学院
- 生物工程学院
- 食品工程与生物技术学院
- 海洋与环境学院
- 包装与印刷工程学院
- 艺术设计学院
- 经济与管理学院
- 法政学院
- 计算机科学与信息工程学院
- 理学院
- 外国语学院
- 国际学院
- 造纸学院
- 马克思主义教育学院
- 应用文理学院
- 继续教育学院
- 留学生院

（参考）

## 管理机构
| - 党委办公室（校长办公室） - 党委组织部（党校） - 党委统战部（党派工作办公室） - 党委巡察工作办公室（党委巡察组） - 党委学生工作部（学生处） - 党委安全工作部（安全工作处） - 网络安全和信息化办公室 | - 教务处 - 科技处 - 财务处 - 审计处 - 国际交流处（港澳台事务办公室） - 基建处 - 研究生院（党委研究生工作部） - 后勤管理处 - 国有资产与实验室管理处 - 社会科学处 - 继续教育学院 - 发展规划处 - 招生工作办公室 - 离退休职工管理处 - 工会 - 团委 | - 图书馆 - 教师发展中心 - 国际教育学院 - 工程训练中心 - 教学质量监控与评估中心 - 学生资助管理中心 - 学生就业指导中心 - 大学生心理健康咨询中心 - 卓越人才管理中心 - 档案馆 |

## 研究机构
- 滨海研究院
- 天津市教育发展研究中心
- 食品营养与安全国家重点实验室